# Adahuesca
Adahuesca (aragonesisch Adauesca) ist eine spanische Gemeinde in der Provinz Huesca der Autonomen Gemeinschaft Aragonien. Sie liegt in der Comarca Somontano de Barbastro, etwa 40 Kilometer östlich von Huesca und 5,5 Kilometer nordöstlich von Abiego. Teile des Gemeindegebietes gehören zum Naturpark Parque natural de la sierra de Guara.

## Gemeindegliederung
- Adahuesca
- Sevil

## Geschichte
Am 4. Mai 1288 übergab der König Alfons III. den Ort an Pedro Martínez de Luna. Im Jahr 1381, als Adahuesca Krongut war, verkaufte König Peter IV. die heute nicht mehr existierende Burg von Adahuesca an Manuel de Entenza.

## Bevölkerung
| 1900 | 1910 | 1930 | 1940 | 1950 | 1960 | 1970 | 1981 | 1986 | 1992 | 1999 | 2004 | 2019 |
| ---- | ---- | ---- | ---- | ---- | ---- | ---- | ---- | ---- | ---- | ---- | ---- | ---- |
| 688  | 575  | 512  | 456  | 394  | 330  | 251  | 179  | 191  | 179  | 157  | 163  | 177  |

## Sehenswürdigkeiten

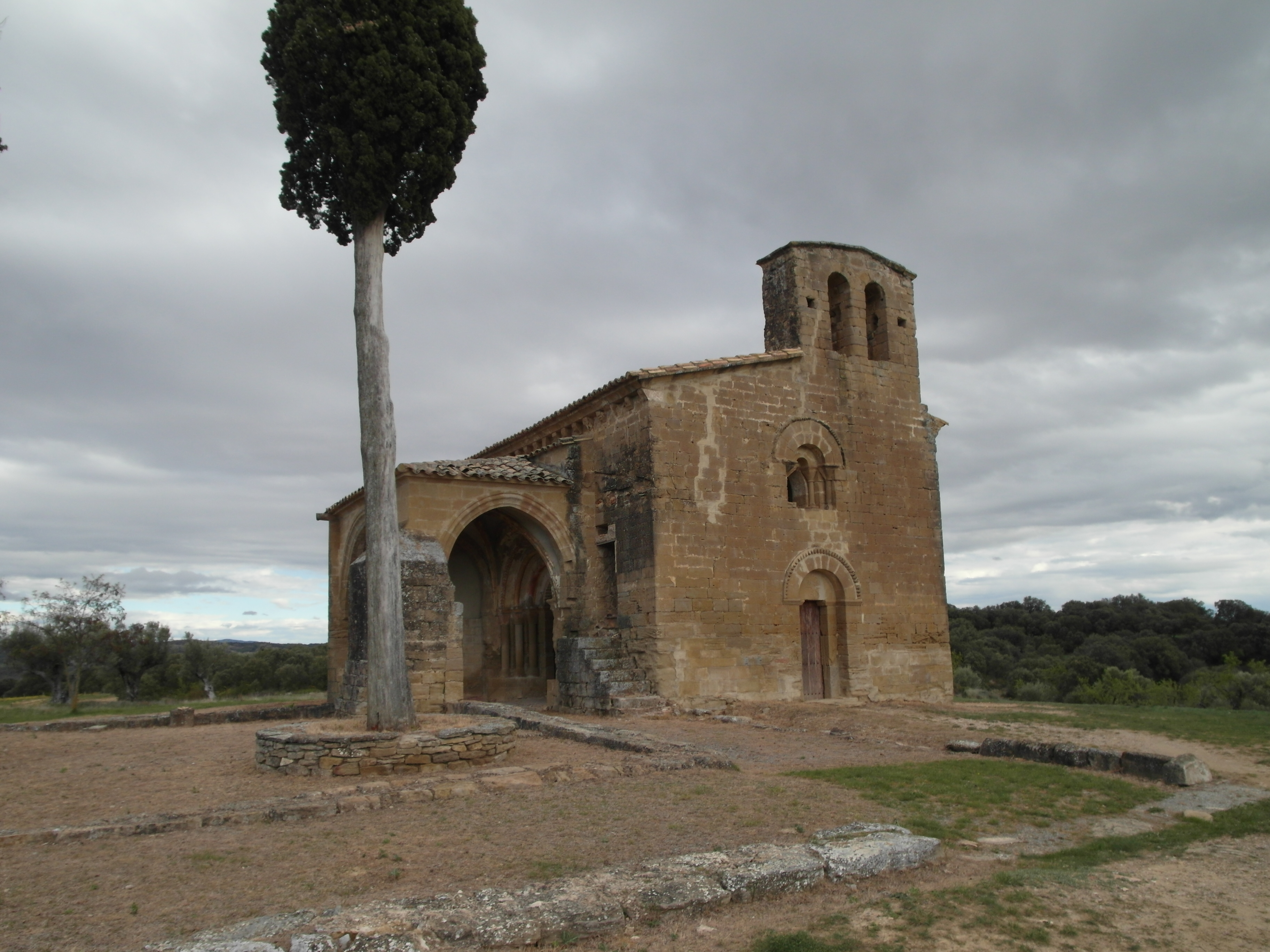
Kirche Nuestra Señora de Treviño

Siehe auch: Liste der Kulturdenkmale in Adahuesca
- Romanische Kirche Nuestra Señora de Treviño, erbaut im 13. Jahrhundert (Bien de Interés Cultural)
- Barocke Pfarrkirche San Pedro